# Ilända
Ilända är en by i Färentuna socken, Ekerö kommun, Stockholms län. SCB har för bebyggelsen i byn och angränsande Skönvik tidigare avgränsat och namnsatt småorten Ilända och Skönvik. I samband med tätortsavgränsningen 2015 kom småorten att inkluderas i tätorten Ölsta.
Byn omtalas i skriftliga källor första gången 1438 ('i Ilendom'), då Jakob i byn var nämndeman vid Färingsö tingslags häradsrätt. 1450 var två bönder i byn nämndeman. 1452-54 hade kronan 7 öresland och 16 penningland jord i byn, som brukades av tre bönder. Jordeboken för Ilända ser mycket olika ut för olika år under 1500-talet. Kronan verkar dock ha tre gårdar i byn, som dock tidvis är öde eller räknas som torp, samt en gård som tillhör Hilleshögs kyrka, men från 1541 räknas som frälse och från 1562 tillhör Peder Birgersson (Björnram).